# جونگ یون سوک
جونگ یون سوک (کره‌ای: 정윤석؛ زادهٔ ۳۰ آوریل ۲۰۰۳) بازیگر اهل کره جنوبی است. او برندهٔ جایزهٔ بهترین بازیگر جوان در جوایز درامای اس‌بی‌اس ۲۰۰۹ برای نقشش در وسوسه همسر شد.

## فیلم‌شناسی
- منتخب فیلم‌شناسی

### مجموعه تلویزیونی
| سال  | عنوان        | نقش           | شبکه    |
| ---- | ------------ | ------------- | ------- |
| ۲۰۰۸ | شرق بهشت     | یو سوب        | ام‌بی‌سی  |
| ۲۰۰۹ | وسوسه همسر   | جونگ نی نو    | اس‌بی‌اس  |
| ۲۰۱۶ | عشق در مهتاب | جوانی لی یونگ | کی‌بی‌اس۲ |
| ۲۰۲۱ | بد و دیوانه  | جونگ یون هو   | تی‌وی‌ان  |